# Irma Grese
Irma Ida Ilse Grese (7 d'octubre de 1923 – 13 de desembre de 1945) fou una membre de les SS, guardiana als camps de concentració nazi de Ravensbrück i Auschwitz. Va exercir com a directora de la secció femenina de Bergen-Belsen.
Grese va ser condemnada per crims contra la humanitat comesos a Auschwitz i Bergen-Belsen al Procés de Bergen-Belsen. Executada quan tenia 22 anys, Grese va ser la dona més jove en morir en el segle xx a conseqüència de la sentència d'un judici sota la llei britànica. Els interns d'Auschwitz l'anomenaven la «hiena d'Auschwitz» (en alemany: die Hyäne von Auschwitz).

## Infància i família
Irma Grese era filla de Berta Grese i Alfred Grese, tercera dels cinc fills del matrimoni (tres noies i dos nois). L'any 1936, la seva mare es va suïcidar bevent àcid clorhídric després de descobrir que el seu marit Alfred havia tingut una aventura amb la filla del propietari d'un pub local. L'historiador Peter Vronsky va especular que Alfred Grese podria haver-se unir al Partit Nazi el 1937 i que es va tornar a casar el 1939.
Helene Grese, germana d'Irma, va declarar al judici que a l'escola primària, quan "les noies es barallaven i lluitaven, Irma no va tenir mai la valentia de lluitar, sinó que fugia". Irma va deixar l'escola el 1938 a 14 anys, degut probablement a una certa manca d'aptitud escolar, a l'assetjament per part dels companys, i a un interès fanàtic per la Lliga de Noies Alemanyes (Bund Deutscher Mädel), l'organització juvenil femenina nazi, desaprovada pel seu pare. Va tenir alguns treballs puntuals, com ara d'ajudant d'infermera durant dos anys a un sanatori de les SS i va intentar, sense èxit, d'obtenir el títol d'infermera.

## Guardiana en camps de concentració
Durant l'adolescència, Irma es va dedicar a la causa nazi i va estudiar per titular-se com a infermera, però després d'una sèrie de fracassos va deixar de banda els estudis i va continuar interessada en les Joventuts Hitlerianes i la Lliga de Noies Alemanyes. A divuit anys es va traslladar al camp base de concentració femení de les Ajudants Femenines de les SS, situat a prop de Ravensbrück. Després de la seva formació es va oferir a treballar a Ravensbrück, on va superar les expectatives dels seus supervisors a causa de la seva brutalitat i la devoció íntegra a la causa. Era tot el que el partit nazi desitjava, algú que estigués cegament dedicat, per la qual cosa aviat va ascendir a un lloc de vigilància al camp d'Auschwitz-Birkenau. Des de mitjans de 1942 va ser una Aufseherin (guardiana) a Ravensbrück, i al març de 1943 es va traslladar a Auschwitz-Birkenau. En la segona meitat de 1944 va ser ascendida a Rapportführerin, el segon rang més alt a què podien optar les dones KZ-wardens. En aquesta funció va participar en la selecció de presos per a les cambres de gas.:219
Un cop en aquest càrrec, Grese va guanyar ràpidament una reputació de sàdica sense moral. Va ser considerada com una nimfòmana que mantenia relacions sexuals tant amb guardians de les SS com amb presoners —aquests per la força. Va subornar noies jueves joves perquè vigilessin mentre violava altres interns i, segons la metgessa reclosa Gisella Perl, Grese "gaudia violant dones joves ben desenvolupades de pits... Grese va tenir un despertar sexual quan va veure dones que patien". La seva violència va ser psicològica, sexual, i gairebé inhumana. A principis de 1945, Grese, va acompanyar el transport d'evacuació de presoners d'Auschwitz a Ravensbrück. El març de 1945, va passar a Bergen-Belsen, juntament amb un gran nombre de presoners de Ravensbrück.:219 Grese va ser capturada per les tropes britàniques el 17 d'abril de 1945, juntament amb altres membres de les SS que no van fugir.
Grese va inspirar un odi virulent en la presonera Olga Lengyel, qui va escriure a les seves memòries Cinc Xemeneies que les seleccions de dones del camp van ser realitzades per les SS Aufseherin Elisabeth Hasse i Irma Grese. Aquesta última es mostrava visiblement satisfeta pel terror que la seva presència inspirava en les dones. Grese acostumava a seleccionar no només les malaltes, les febles, sinó qualsevol dona que hagués conservat vestigis de la seva antiga bellesa. Lengyel va dir que Grese tenia diversos amants entre les SS del camp de concentració, incloent-hi Josef Mengele. Després de quedar-se embarassada, Grese va obligar un cirurgià intern a practicar-li un avortament —aleshores il·legal—, i li va revelar que planificava una carrera com a actriu de cinema després de la guerra. Lengyel creia que el seu meticulós empolainament i la roba feta a mesura que vestia, juntament amb un ús excessiu de perfum, formaven part, per contrast, d'un acte deliberat de sadisme envers les dones presoneres.

## Judici per crims de guerra

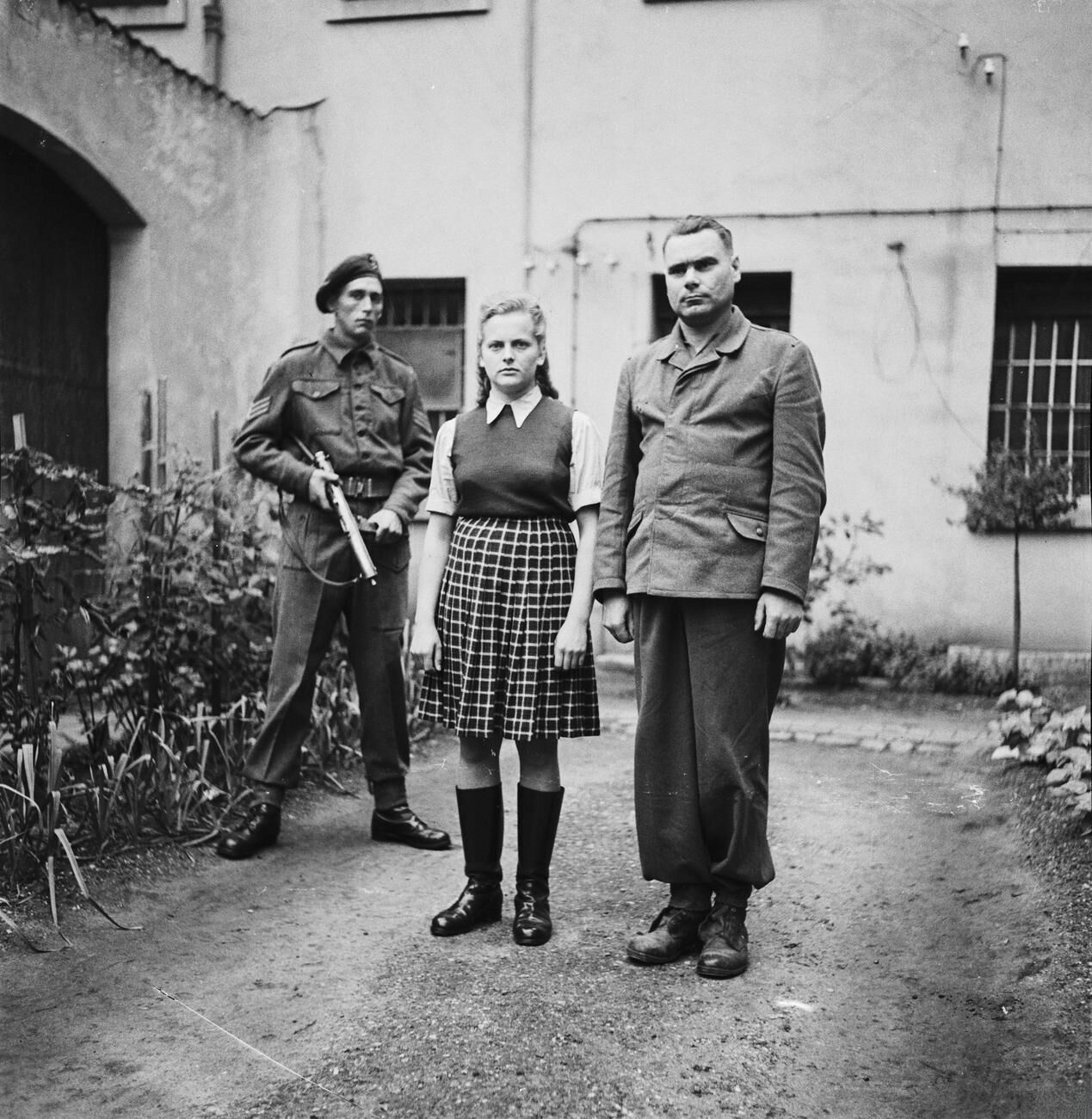
Irma Grese i Josef Kramer a la presó a Celle a l'agost de 1945

Grese va ser una les quaranta-cinc persones acusades de crims de guerra al Procés de Bergen-Belsen. Va formar part del primer grup a ser jutjat (17 de setembre – 17 de novembre de 1945) i la va representar el major L. Cranfield. El judici es va fer a Lüneburg sota les lleis militars britàniques basades en acusacions derivades de la Convenció de Ginebra de 1929 sobre el tractament de presoners. Les acusacions contra ella es van centrar en els maltractaments i els assassinats dels empresonats en camps de concentració. Alguns supervivents van donar una informació detallada, testimoniant assassinats, tortures i altres crueltats, especialment amb dones, comesos per Grese durant els seus anys a Auschwitz i Bergen-Belsen. Van declarar actes de sadisme, pallisses i tiroteigs arbitraris contra presoners, atacs als presoners amb gossos entrenats de les SS, i la selecció de presos per a les cambres de gas. Es va informar que Grese feia servir habitualment botes pesades i que portava un fuet i una pistola. Els testimonis van declarar que gaudia utilitzant mètodes físics i psicològics per a torturar presoners del camp i també gaudia en disparar contra presoners a sang freda. També van afirmar que mossegava dones i que fustigava presoners amb un fuet trenat.
Sota observació directa, Irma Grese va declarar:
Vaig néixer el 7 d'octubre de 1923. El 1938 vaig deixar l'escola primària i vaig treballar durant sis mesos en treballs agraris a una granja, i després a una botiga en Lychen durant sis mesos. Quan tenia 15 anys vaig anar a un hospital a Hohenlychen, i hi vaig estar dos anys. Vaig provar de ser infermera, però a la Borsa de Treball no m'ho van permetre i em van enviar a treballar a una formatgeria de Fürstenberg. El juliol del 1942 vaig intentar tornar a ser infermera, però la Borsa de Treball em va enviar al Camp de Concentració de Ravensbrück, tot i que vaig protestar la decisió. M'hi vaig quedar fins al març de 1943, quan vaig anar al Camp de Birkenau d'Auschwitz. Hi vaig romandre fins al gener de 1945.
Durant el judici, la premsa acreditada va anomenar Grese "la bèstia bella", a diferència del comandant Josef Kramer que ser anomenat "la bèstia de Belsen". Tot i que els càrrecs en contra d'algunes de les altres dones guardianes (un total de 16 van ser jutjades) van ser tan greus com els que es van presentar en contra d'ella, només van ser tres les dones guardianes sentenciades a mort,:219 entre les quals Grese, que va ser condemnada, després de 53 dies de judici, a la forca.
Que una dona no només participés en els fets sinó que a més trobés plaer en la comissió dels crims va ser considerat una anomalia, i va captar l'interès mundial. La societat veia les dones de l'època com a "típicament menys violentes", i si havien de cometre algun crim, aquest normalment seria de "naturalesa domèstica". En canvi, els que Grese va perpetrar s'allunyaven molt d'aquestes consideracions. Els va cometre molt sovint per voluntat pròpia, sense seguir dictats específics de les SS, quedant demostrat que no era simplement una fanàtica que acatava ordres cegament, sinó una persona amb clares tendències sàdiques.

## Execució
Grese i dues treballadores més del camp de concentració, Johanna Goebbels i Elisabeth Volkenrath, van ser condemnades a mort, juntament amb vuit homes, pels crims comesos a Auschwitz i Belsen. Quan es van llegir els veredictes, Grese va ser l'únic presoner que va romandre desafiant. El seu posterior recurs va ser desestimat.
La nit abans de l'execució, Grese va cantar himnes nazis amb Johanna Goebbels fins a altes hores de la matinada. El dijous 13 de desembre de 1945, a la presó d'Hamelín, Grese va ser portada a la forca. Les dones van ser executades de forma aïllada i després els homes en parelles. El sergent major O'Neill va assistir el botxí britànic, Albert Pierrepoint:

Vam pujar les escales a les cel·les on esperaven els condemnats. Un oficial alemany va obrir la porta que duia al passadís i vam presentar la fila de cara a la cambra d'execució. Vaig entrar al passadís: "Irma Grese", vaig cridar.
Va sortir l'Irma Grese. La cel·la era massa petita per poder jo entrar-hi, i vaig haver d'esperar-la al passadís. "Segueixi'm" vaig dir en anglès, i O'Neil va repetir l'ordre en alemany. A les 9.34 del matí va entrar a la cambra d'execució, va mirar un moment els funcionaris que hi havia, després va caminar al centre de la trampa, on jo havia fet una marca amb guix. Es va situar a la marca molt fermament, i quan li vaig posar la còfia sobre el cap va dir amb una veu lànguida: "Schnell" (ràpid). En obrir-se la trampa va caure a la fossa, i el metge em va seguir dins la fossa i va declarar que havia mort. Després de vint minuts, el cos va ser retirat i situat en un taüt a punt per a la sepultura.

## Dramatitzacions
Angel: A Nightmare in Two Acts (Àngel: Un Malson en Dos Actes) és un drama de Jo Davidsmeyer basada en la vida i l'execució d'Irma Grese i de la supervivent de l'holocaust Olga Lengyel.
La figura d'Irma Grese ha aparegut com a caràcter secundari a dues pel·lícules: Pierrepoint, que en retrata l'execució seguint el Judici Belsen per crims de guerra, i Out of The Ashes (Fora de les cendres). En ambdues pel·lícules figuren altres guardianes femenines en rols menys importants. També és breument retratada a la sèrie documental Auschwitz: The Nazis and 'The Final Solution' (Auschwitz: els nazis i la "solució final").
També va ser una de les inspiracions per al guió de la pel·lícula Ilsa, She Wolf of The SS.
Grese també surt com a personatge en la novel·la The Zone of Interest de Martin Amis, en la qual algú diu d'ella que és coneguda com la "bella bèstia".